# کریس چارمینگ
کریس چارمینگ (انگلیسی: Chris Charming؛ زاده ۲۹ ژانویهٔ ۱۹۵۹) یک بازیگر پورنوگرافی است.